# Folyóközi járás

A Folyóközi járás a Vologdai területen

A Folyóközi járás (oroszul Междуреченский район) Oroszország egyik járása a Vologdai területen. Székhelye Sujszkoje.

## Népesség
- 1989-ben 9 361 lakosa volt.
- 2002-ben 7 641 lakosa volt, akik főleg oroszok.
- 2010-ben 6 112 lakosa volt, melyből 5 939 orosz, 59 ukrán, 10 tatár, 10 üzbég, 5 azeri, 5 fehérorosz stb.